# Церковь Рождества Пресвятой Богородицы в Гнилицах
Церковь Рождества Пресвятой Богородицы в Гнилицах — православный храм в Автозаводском районе Нижнего Новгорода. Выстроен в 1822 году на средства прихожан, жителей села Гнилицы — старинного плотницкого и судостроительного посёлка, расположенного вблизи берега реки Оки. В 1935 году село вошло в состав Нижнего Новгорода.
Является памятником архитектуры русского классицизма — объектом культурного наследия регионального значения.

## История
В начале XVIII века, во времена царствования Петра I, была выбрана местность под Нижним Новгородом, где предполагалось организовать постройку военного флота. Территория простиралась по берегам Волги и Оки от Балахны до села Черноречье (около современного города Дзержинска). В эту территорию входило село Гнилицы, где местное население занималось плотничеством (строило мелкие морские и речные суда — бударки, рыбницы, шхуны) под руководством мастеровых из Городца. В период царствования императрицы Екатерины II население Гнилиц числилось государственными крестьянами. О ранних культовых постройках в селе нет данных. Известно, что в 1820 году была выстроена деревянная церковь, сгоревшая в пожаре. Новая церковь была отстроена уже в камне.
Существующая сегодня церковь Рождества Богородицы построена в 1822 году на средства прихожан, в период правления архиепископа Моисея (Близнецова-Платонова). Церковь была каменной, с каменной колокольней, покрыта железом. По объёмно-пространственному решению церковь представляла собой тип «корабль». В храме было три престола: во имя Рождества Пресвятой Богородицы, иконы Смоленской Божией Матери и святителя Николая, и третий — в честь св. влкм. Георгия Победоносца. К храму была приписана церковь в селе Горбатовке, деревянная, выстроенная на средства благотворителей и при нём же открыта богадельня в небольшом деревянном доме, пожертвованном старостой церкви Чушаниным.
В 1850 году на правом берегу Оки, напротив Гнилиц, пароходством «Самолёт» был построен затон и завод для зимовки и ремонта пароходов и барж. Жители Гнилиц стали работать на затоне. Строительство деревянных судов, тем не менее, продолжалось вплоть до 1915 года. В 1880 году в Гнилицах было организовано волостное правление. Образовалась Гнилицкая волость, входившая в Балахнинский уезд Нижегородской губернии.
Церковь Рождества Богородицы в этот период выступала центром просвещения окрестных сёл. В 1860-х годах священник Флегон Худяковский организовал домашнюю школу для крестьянских детей, а позднее — в сельском приходском училище. 7 января 1894 года по инициативе священника Иоанна Белякова была открыта церковно-приходская библиотека.
В 1910-е годы клир церкви составляли: священник Иоанн Васильевич Беляков, диакон Павел Михайлович Никольский, псаломщик Александр Васильевич Дертев. Старостой с 1910 года был крестьянин села Петр Евграфович Шишкин. На 1916 год в приходе состояли 1065 мужчин и 1112 женщин.
После революции 1917 года церковь сохранялась относительно долго, так как посёлок вошёл в состав Большого Нижнего лишь в 1935 году. В 1937 году был арестован весь клир: священники Иван Васильевич Беляков и Андрей Александрович Виноградов, диакон Иван Федорович Ганин, псаломщики Виктор Иванович Зефиров и Яков Иванович Гортинский, а также председатель церковного совета Арефий Григорьевич Гущин и жившие в сторожке при церкви уборщицы — монахини Мария Григорьевна Владимирова, Анна Ивановна Ежова, Екатерина Павловна Постникова. С ними арестовано ещё шесть прихожан. Они были обвинены, как члены «церковно-фашистской шпионской организации» во главе с митрополитом Горьковским Феофаном (Туляковым).
После ареста развернулась кампания по закрытию церкви. Президиум Автозаводского райсовета 27 октября 1937 года ходатайствовал перед Президиумом облисполкома о закрытии церкви. Здание, переоборудованное под кинотеатр, лишилось глав, колокольни, было частично изменено архитектурно-планировочное решение и интерьеры.
В конце 1991 года храм был возвращён епархии. Уже 20 января 1992 года в правом приделе был устроен временный иконостас и совершено освящение придела (Никольский придел). 20 февраля состоялось первое богослужение. В период с 1992 по 2001 год были проведены масштабные ремонтно-реставрационные работы: установлены иконостасы, восстановлены главы, колокольня, начата роспись интерьеров. С возрождением церкви возобновилась и просветительская деятельность: сегодня при храме действует воскресная школа.

## Духовенство
- Настоятель храма — иерей Сергий Митасов[6]
- Протоиерей Алексий Воронов[6]
- Иерей Илия Родин[6]